# Ernest Moniz
Ernest Jeffrey Moniz (Fall River, 22 dicembre 1944) è un fisico e politico statunitense, Segretario dell'Energia sotto l'amministrazione Obama dal 2013 al 2017.

## Biografia
Nato nel Massachusetts da due immigrati portoghesi provenienti dalle Azzorre, Moniz si laureò in fisica a Stanford e in seguito lavorò per molti anni come docente al Massachusetts Institute of Technology, dove ricopre la cattedra di Cecil and Ida Green Distinguished Professor of Physics and Engineering Systems e la posizione di Director of the Energy Initiative.
A metà degli anni novanta ebbe un impiego nell'ufficio esecutivo del presidente Bill Clinton, poi, dal 1997 al 2001 fu sottosegretario al Dipartimento dell'Energia.
Ritornato alla sua l'attività di fisico e docente, nel 2013 è stato nominato, da Barack Obama, Segretario dell'Energia per succedere al dimissionario Steven Chu.